# Když muž miluje ženu
Když muž miluje ženu (v anglickém originále When a Man Loves a Woman) je americký romantický a  dramatický film z roku 1994, jehož režie se ujal Luise Mandokiho a scénáře Al Franken a Ronald Bass. Hlavní role hrají Andy García, Meg Ryanová, Tina Majorino, Mae Whitman, Ellen Burstyn, Lauren Tom a Philip Seymour Hoffman. 
Ryan za roli ve filmu získala nominaci na cenu Screen Actors Guild Award v kategorii nejlepší ženský herecký výkon v hlavní roli.  

## Obsazení
- Meg Ryanová jako Alice Green
- Andy García jako Michael Green
- Lauren Tom jako Amy
- Philip Seymour Hoffman jako Gary
- Tina Majorino jako Jess Green
- Mae Whitman jako Casey Green
- Ellen Burstyn jako Emily

## Produkce
Herec Tom Hanks byl zvažován pro roli Michaela Greena a Michelle Pfeifferovou a Debra Winger byly zvažovány pro roli Alice Greenové.

## Ocenění a nominace
| Ocenění                                 | Kategorie                                   | Nominovaný    | Výsledek                |
| --------------------------------------- | ------------------------------------------- | ------------- | ----------------------- |
| Chicago Film Critics Association Awards | Nejslibnější herečka                        | Tina Majorino | nominace \| nominace \| |
| Screen Actors Guild Awards              | Nejlepší ženský herecký výkon v hlavní roli | Meg Ryanová   | nominace                |
| MTV Movie Awards                        | Nejlepší herečka                            | Meg Ryanová   | nominace                |
| MTV Movie Awards                        | Nejžádanější muž                            | Andy García   | nominace                |
| nominace                                |                                             |               |                         |